# 立本夏山
立本 夏山（たちもと かざん、TACHIMOTO KAZAN、本名：立本雄一郎、1982年6月7日 - ）は日本の俳優である。

## 来歴
静岡県清水市（現・静岡市清水区）に生まれる。
2001年文学座付属演劇研究所入所。
研究所では41期生で長谷川博己と同期だった。劇団四季を受験し合格するも、3か月で自ら退団。アングラ劇団、流山児★事務所に研究生として入り舞台に出る。一年後劇団俳優座研究所に入所。研究生であった三年間の後、同年代の演出家・鹿島将介が主宰する劇団「重力／Note」に所属。同劇団の活動で『二人/ 狂う』で2010年利賀演劇人コンクールに参加。このほか、新宿梁山泊、燐光群、小池博史の作品などに出演した。
2011年よりひとり芝居を始める。
2013年、品川フリースペース楽間でのKazan office.プロデュース『さようなら日本』ではスウェーデンの写真家 Goro Bertzの写真とコラボレーションを実施。Kazan office.設立（他に市川喜愛瑠、伊原草太が参加）。同時に立本夏山へと芸名を変更する。
2014年5月、品川フリースペース楽間での『ニジンスキーの手記』では、立体造形作家の稲田貴志が美術に参加する。踊りながらニジンスキーを演じた。2014年1月の立川演劇祭では、日本のパントマイムの第一人者ヨネヤマママコの前座として太宰治原作の『駆込み訴え』を演じた。この『駆込み訴え』のひとり芝居では、千代田芸術祭パフォーマンス部門「おどりのば」で伊藤千枝賞を受賞した。
2015年には新宿梁山泊主催の、『ハムレット』でクローディアス役を演じる。同年10月には、3331 Arts chiyoda にて、『海のオード』のひとり芝居に挑む。体育館の中でのひとり芝居にも関わらず、アーティスト平原真の空間デザインのアイデアを借り、海の灯りの舞台で踊りを演じた。
2016年にはKazan office.で、新たに音楽家で俳優の小木戸利光など出演者7人での毎回異なる即興パフォーマンスを実施した。4月30日、詩人の桑原滝弥主催の谷川俊太郎を迎えての5年ぶりのトリビュートライブ『俊読』に出演しダンスを交えたパフォーマンスを披露する。7月、フランスのアヴィニョン演劇祭でスペインのアンジェリカ・リデル作・演出・美術・出演による 『この剣でわたしは何をする？ (¿Qué haré yo con esta espada?)』に出演するため、2か月間スペインで稽古を経てフランスに移り、アヴィニョン演劇祭の舞台に6日間出演した。日本人ではオーディションに合格した4名（立本のほか、菊沢将憲、菅江一路、入江平（女性））が出演した。この作品はチケットが発売2時間で6日分3600枚が完売したほどの人気で、フランスの新聞リベラシオンに掲載された。その後、ドイツ、ブラジル、イスラエルなど世界各国を巡演した。10月と11月には、小池博史ブリッジプロジェクトによる『風の又三郎 Odyssey of Wind~』に出演した。
2017年1月再び小池博史ブリッジプロジェクトによる『世界会議』に空海役で出演する。3月には中野区のテルプシコールにて、アントナン・アルトーの世界観を実験的パフォーマンスによって状況劇場出身の田村泰二郎と共演した。
2018年には高村光太郎の『智恵子抄』のひとり芝居を東京、兵庫、松山、高知で上演した。
2019年4月より12ヶ月連続で世界各国の文学作品から毎月異なる作品を題材にしたひとり芝居を四谷三丁目の総合芸術茶房・喫茶茶会記にて上演した。4月のフョードル・ドストエフスキー原作の『地下室の手記』から始まり、ガルシア・ロルカ、フェルナンド・ペソア、正岡子規、アントナン・アルトー、桑原滝弥、ヨハン・ヴォルフガング・ゲーテ、アルチュール・ランボー、ウラジーミル・マヤコフスキー、パブロ・ネルーダ、寺山修司、ラビンドラナート・タゴールの順に翌年3月まで続いた。この間、台風で『若きウェルテルの悩み』が10月から12月に延期になるアクシデントに見舞われたが、2020年3月に上演は終了することができた。
2020年11月に、劇団『人間劇場』を立ち上げた。

## CM出演
- 大正製薬（ブラックウルフ）[要出典]

## 受賞
- 千代田芸術祭パフォーマンス部門 踊りの場 伊藤千枝賞（2014年9月）